# خاک گلدان

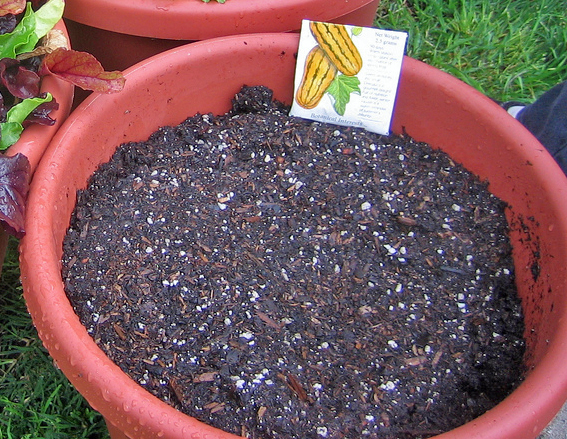
گلدانی پر از خاک گلدان

خاک گلدان که با نام مخلوط گلدان یا خاک معجزه‌گر نیز شناخته می‌شود محیطی برای کشت است که می‌توان گیاهان و سبزیجات را در آن در گلدان یا ظرفِ بادوام دیگری کاشت و پرورش داد. اولین مورد ثبت‌شدهٔ به‌کارگیری این اصطلاح در انگلیسی به شماره‌ای از مجلهٔ کشاورزی آمریکا در سال ۱۸۶۱ بازمی‌گردد.

## مواد تشکیل‌دهنده
معمولاً پایهٔ اصلی خاک گلدان، خزهٔ پوده‌زار (با سنگ آهک) یا الیاف نارگیل است. مواد اضافی مورد استفاده در مخلوط ممکن است شامل ماسه، پرلیت، و شن (برای بهبود زهکشی) و ورمیکولیت (برای بهبود ماندگاری رطوبت) بشوند.
کود (به شکل کمپوست؛ به معنی برگ‌های پوسیده، کمپوست پوست درخت یا کمپوست قارچ بازیافتی) معمولاً اضافه نمی‌شود (یا فقط در مقادیر بسیار کم اضافه می‌شود) زیرا که برای خاک گلدان حجم زیادی از کود برای سلامتی خطرناک است. هر چند برای گیاهان بزرگ‌تر در گلدان‌های بزرگ‌تر از این کودها استفاده می‌شود. علیرغم نام آن، خاک کمی در گلدان استفاده می‌شود یا از خاک استفاده نمی‌شود زیرا برای رشد گیاهان آپارتمانی بسیار سنگین در نظر گرفته می‌شود.

### خزهٔ پوده‌زار
خزهٔ پوده‌زار (پیت ماس) از برگ‌های خشک‌شده و مردهٔ گیاه که پوسیده و گیاه‌خاک شده‌اند آماده می‌شود و بعد از فشرده شدن به عنوان بهبوددهندهٔ خاک و بسترهای کشت به کار می‌رود. به‌کارگیری این ماده در خاک گلدان، ظرفیتِ آبگیری و همچنین ظرفیت جذب مواد مغذی را در خاک بالا می‌برد. در خاک‌های شنی و ماسه‌ای برای گیاهانی که برای رشد و نمو به رطوبت بالایی احتیاج دارند خزهٔ پوده‌زار به کار می‌رود و به این ترتیب میزان جذب آب را در خاک افزایش می‌دهند. به‌کارگیری خزهٔ پوده‌زار در خاکِ گلدان سودمندی‌های افزایش مادهٔ آلی خاک، نگهداری رطوبت، تهویهٔ (هواگیری) خاک‌های سنگین، به هم پیوستن خاک‌های سبک و شنی، نگهداری کود و جلوگیری از آبشویی آن و حفاظت از خاک در برابر فرسایش را دارد.
به‌کارگیری خزهٔ پوده‌زار بحث‌برانگیز است زیرا برداشت خزهٔ پوده‌زار از محل طبیعی رشدش (که زیستگاه‌های منحصر به فردی مانند باتلاق را در بر می‌گیرد) کیفیت خاکِ این مناطق را کاهش می‌دهد. در زمین‌هایی که خزهٔ پوده‌زار در آن رشد می‌کند طیف متنوعی از گونه‌های گیاهی و جانوری زندگی می‌کنند. خزهٔ پوده‌زار همچنین رشد کندی دارد و سرعت رشد آن به اندازهٔ ۱ میلی‌متر در سال است و از این رو بازتولیدشان زمان بسیار زیادی می‌برد. همچنین حذف لایهٔ گیاهان جاذب دی‌اکسید کربن باعث آزاد شدن دی‌اکسید کربن در جو شده و به تغییرات آب و هوایی کمک می‌کند. از این رو برخی از سازمان‌ها استفاده از گزینه‌های دیگری مانند الیاف نارگیل را ترویج می‌کنند.

## مخلوط‌های مختلف برای استفاده‌های مختلف و گیاهان
برای کاشت بذر و کاشت قلمه‌ها می‌توان مخلوطی را با استفاده از ۴۰٪ الیاف نارگیل یا خزهٔ ماس با سنگ آهک، ۴۰٪ ورمیکولیت، و ۲۰٪ شن تهیه کرد. علاوه بر ماسه، همچنین می‌توان از پرلیت استفاده کرد، با استفاده از درصد تقریباً یکسان ۳۳٪ -۳۳٪ -۳۳٪). همچنین گیاهان نیاز به خاکی دارند که مناسب با محیط آن‌ها باشد.
برای نمونه بنفشهٔ آفریقایی در خاک گلدانی که خزهٔ پوده‌زار بیشتری داشته باشد رشد بهتری خواهد داشت. کاکتوس و گیاهان گوشتی به زهکشی بیشتری نیاز دارند؛ بنابراین باید پرلیت یا ماسه با درصد بسیار بیشتری داشته باشند. گیاهان گوشت‌‌خوار مانند ونوس مگس‌خوار و گیاه کوزه‌دار، خاک‌هایی را می‌پسندد که مواد مغذی بسیار ضعیف و کمی داشته باشد که همانند خاک مناطق باتلاقی است که در آن رشد می‌کند. گیاهانی که بیشتر در آب رشد می‌کنند به مخلوط سنگین‌تر و متراکم‌تری نیازی دارند.

## گندزدایی
خاک گلدان همانند خاک باغچه می‌تواند حشرات را به خود جلب کند. برای نمونه حشرهٔ Fungus gnat غالباً در اطراف گیاهان آپارتمانی یافت می‌شود زیر این گونه از حشره در خاک گلدان مرطوب تخم می‌گذارد.
خاک گلدان موجود در بازار برای جلوگیری از شیوع علف هرز و بیماری‌های گیاهی گندزدایی می‌شود. دوباره به‌کارگیریِ خاک گلدان‌هایی که به صورت تجاری فروخته می‌شوند ممکن است به شرطی که بقایای ریشهٔ گیاه، قارچ، علف‌های هرز و حشرات دیگر با حرارت از مخلوط حذف شوند و تنها پس از آن کاشت جدید انجام شود. خاک گلدان بسته‌بندی‌شده در کیسه‌های مختلف از ۲ تا ۲۰ کیلوگرم فروخته می‌شود.
عفونت‌های بیماری لژیونر به دلیل استفاده از خاک‌های گلدان آلوده در استرالیا، نیوزیلند، هلند، ایالات متحده و ژاپن گزارش شده‌است.